# 1523 Pieksämäki
1523 Pieksämäki là một tiểu hành tinh vành đai chính với chu kỳ quỹ đạo là 1225.7458519 ngày (3.36 năm).
Nó được phát hiện 18 tháng 1 năm 1939.